# 帶紋頜吻鰻
帶紋頜吻鰻（學名：Gnathophis cinctus），是輻鰭魚綱鰻形目康吉鳗科頜吻鰻屬的其中一種，由塞繆爾·加曼 (Samuel Garman)於1899年描述，分布於東太平洋美國加利福尼亞州南部至祕魯海域，深度9-366公尺，體長可達42公分，棲息在沙泥底質海域，為底棲性魚類，會挖洞而居，屬肉食性，以其他鰻魚為食，生活習性不明。